# Stadtwerke Gütersloh
Die Stadtwerke Gütersloh GmbH ist das öffentliche Versorgungsunternehmen der ostwestfälischen Stadt Gütersloh in Nordrhein-Westfalen.
Sie versorgen die Stadt mit Gas, Strom und Wasser. Außerdem sind sie für die Schwimmbäder und den ÖPNV verantwortlich und kümmern sich um den Breitbandausbau in Gütersloh.

## Geschichte

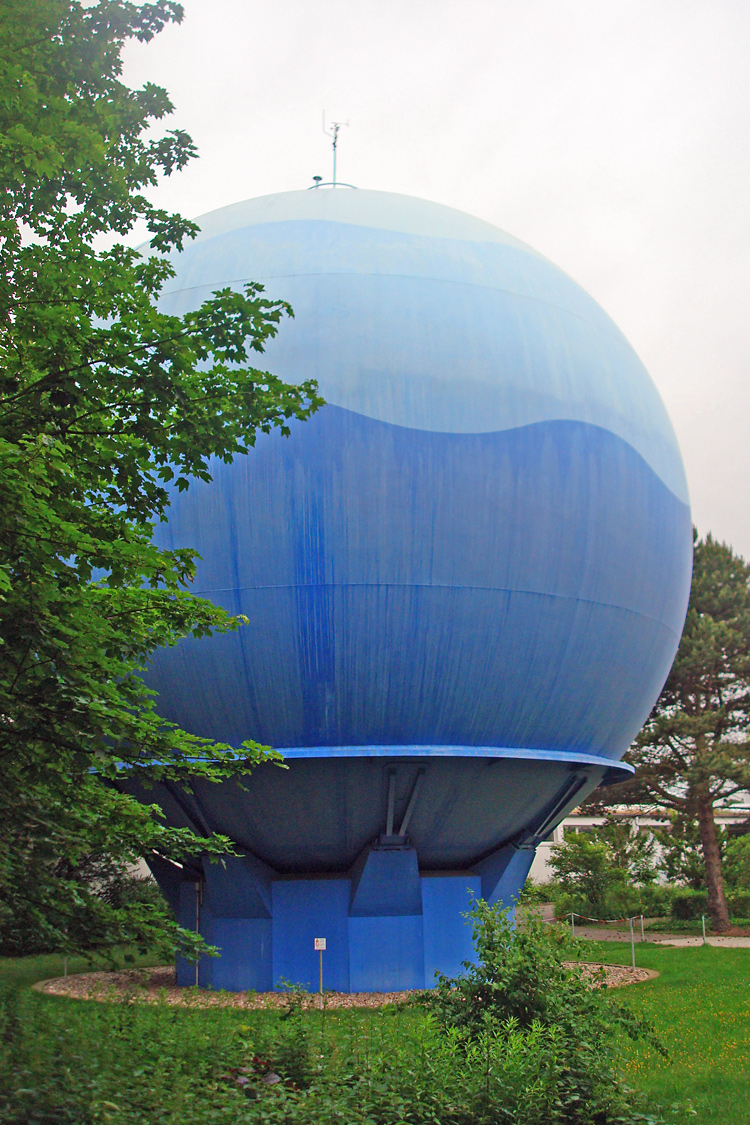
Der Kugelgasbehälter wurde 1965 im Stadtteil Nordhorn errichtet und ist ein Gütersloher Baudenkmal.

Die Stadtwerke Gütersloh betreiben seit 1862 die Gasversorgung in der Stadt Gütersloh. Im Jahre 1887 wurde auch die Wasserversorgung eingeführt. Seit 1912 sind sie für die Stromversorgung zuständig. Im Jahre 1937 wurde der Stadtbusverkehr in Gütersloh von den Stadtwerken eingeführt. 1960 erweiterte man das Geschäftsfeld um den Bereich Bäderbetriebe.
Seit 1999 ist die Stadtwerke Gütersloh in zusammen Arbeit mit den Stadtwerken Bielefeld in der Telekommunikationsbranche tätig.
Zum 1. Januar 2011 ist die Netzgesellschaft Gütersloh als 100-prozentiges Tochterunternehmen der Stadtwerke Gütersloh gegründet worden. Sie übernimmt die Aufgaben des Netzbetreibers.
Im Jahr 2012 feierten die Stadtwerke Gütersloh ihr 150-jähriges Jubiläum.
Im Jahr 2016 wurde das Kundenzentrum neu gestaltet und renoviert. Dieses befindet sich zentral in der Gütersloher Innenstadt (Berliner Straße 19).
2018 eröffnete die rundum erneuerte "Welle". Das Investitionsvolumen belief sich auf knapp 10 Mio.€.

## Öffentlicher Personennahverkehr
Die Verkehrsbetriebe der Stadtwerke Gütersloh GmbH betreiben 38 Busse auf 11 Linien mit über 370 Haltestellen in ganz Gütersloh.